# لارنس لاو
لارنس لاو (انگلیسی: Lawrence Low; ۲۲ اوت ۱۹۲۰ – ۱ ژوئیهٔ ۱۹۹۶) قایقران قایق بادبانی اهل ایالات متحده آمریکا بود.